# Antisatellitenwaffe
Eine Antisatellitenwaffe (ASAT, englisch für anti satellite activities) ist darauf ausgerichtet, im Orbit befindliche gegnerische Satelliten zu zerstören oder unschädlich zu machen. Als Kollateralschaden würde der Einsatz solcher Systeme sehr große Mengen an Weltraumschrott erzeugen, die für andere Satelliten in den jeweiligen Umlaufbahnen gefährlich werden können.

## Typen

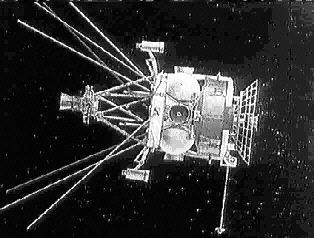
Sowjetischer „ASAT-Satellit“, etwa 1960er Jahre

### Orbitale Antisatellitenwaffen („Killersatelliten“)
Zu den im Weltraum einsetzbaren Antisatelliten-Waffen zählen unter anderem orbitale Antisatellitenwaffen („Killersatelliten“), vor allem jene, die zu autonomen Annäherungsoperationen (Autonomous Proximity Operations) fähig sind und so andere künstliche Trabanten – oder etwa auch anfliegende Gefechtsköpfe von Atomraketen – angreifen, von ihrer Bahn abbringen, stören oder zerstören können.
Mit dem Near Field Infrared Experiment wurde im April 2007 ein US-Militärsatellit gestartet, der Raketenstarts weltweit erkennen kann. Der ursprüngliche Plan, ihn mit einem kill vehicle auszustatten, wurde nicht weiter verfolgt.
Russland hat am 23. Mai 2014 ein Objekt (COSPAR-Bezeichnung 2014-28E) in eine Umlaufbahn geschossen, das ein Killersatellit sein könnte.

### Antisatellitenraketen

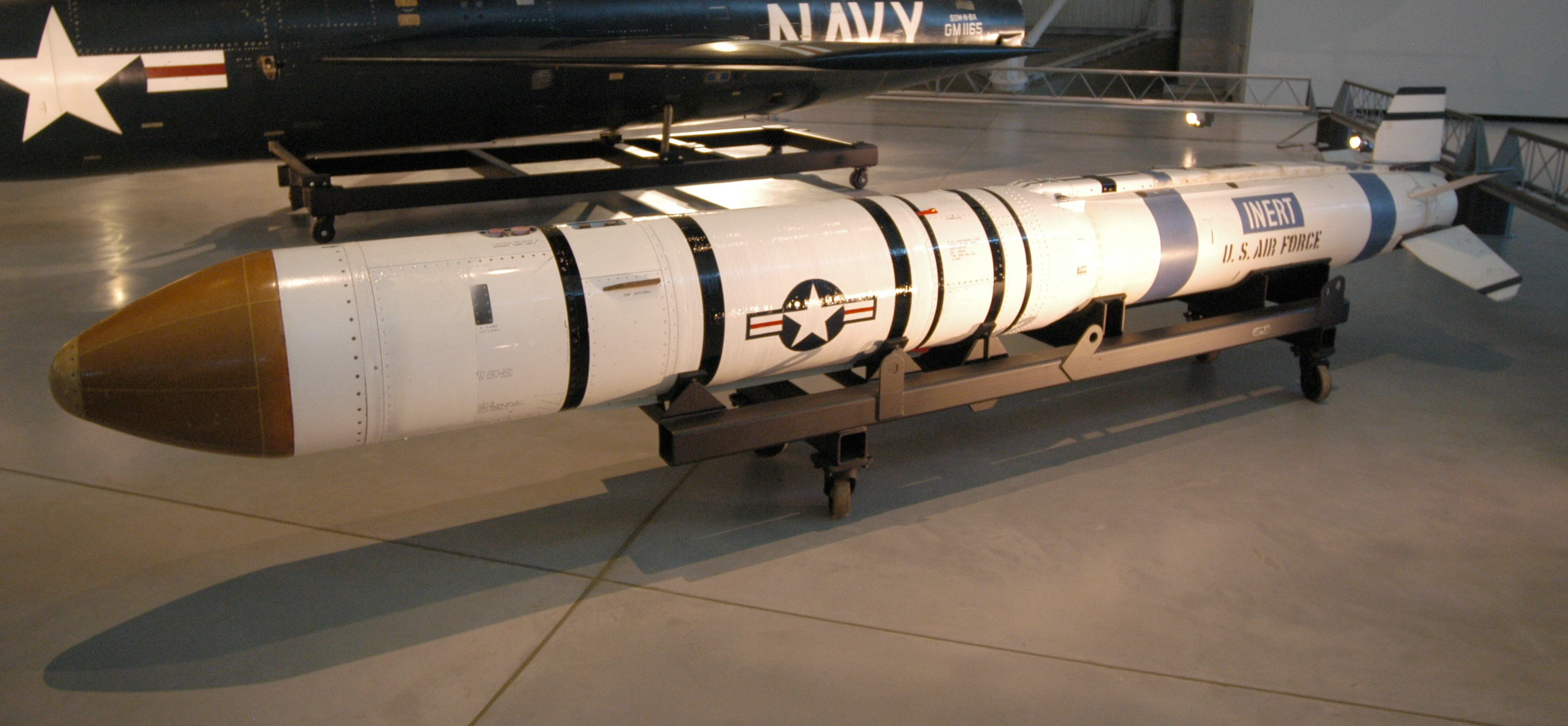
Antisatellitenrakete Vought ASM-135 ASAT

Antisatellitenraketen (meist kurz ASAT-Rakete) sind Flugkörper, die auf Satelliten zielen und diese dann zerstören. Speziell Spionagesatelliten, deren Ausschaltung militärisch interessant ist, befinden sich in niedrigen Umlaufbahnen.
Als Abschussplattform für Antisatellitenraketen dienen meist schnell und hoch fliegende Militärjets, sofern die Raketen nicht vom Boden aus gestartet werden. Antisatellitenraketen erreichen im Gegensatz zu Killersatelliten keine Orbitalgeschwindigkeit, sondern fliegen auf suborbitalen Bahnen, welche die Bahn des Zielsatelliten in einem Punkt kreuzen. Beim Zusammenstoß werden der Zielsatellit und die ASAT-Rakete durch die kinetische Energie des Zusammenstoßes zerstört, so dass ein Sprengkopf in der ASAT-Rakete nicht nötig ist.

### Hochleistungs-Laser
Auch boden-, luft- oder weltraumgestützte Laserwaffen können als Antisatellitenwaffe eingesetzt werden.
Bei Lasern kann man jederzeit bestreiten, dass man sie eingesetzt hat. Der Strahl ist unsichtbar und lautlos.

### Jammer – Funkstörsysteme

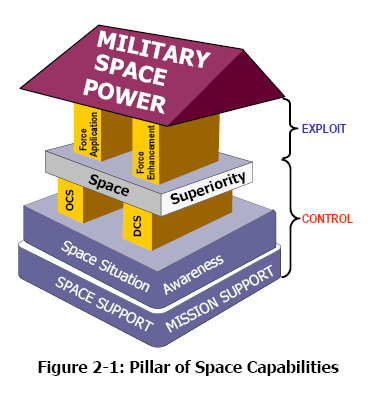
Der „Pfeiler der Weltraumfähigkeiten“, wie er im Strategic Master Plan FY04 and Beyond des Air Force Space Command dargestellt wird.

Zu den Weltraumwaffen zählen außerdem elektronische Kampfmittel wie spezielle Jammer, beispielsweise das 2004 offiziell in Betrieb genommene Counter Satellite Communications System, mit dem der Funkverkehr von Kommunikationssatelliten gestört oder blockiert werden kann.
Die vorübergehende oder permanente Störung von Satellitenkommunikationssystemen mit elektronischen Mitteln vermeidet deren Zerstörung und somit auch das Entstehen weiteren Weltraummülls, was im ungünstigsten Fall für den Angreifer selbst und seine Objekte im Weltall zur Gefahr werden könnte.

## Geschichte
Während des Kalten Krieges entwickelten sowohl die USA als auch die Sowjetunion ab Mitte der 1950er Jahre Antisatellitenwaffen. Neuerdings hat auch die Volksrepublik China Raketensysteme zur Bekämpfung von Objekten in der Erdumlaufbahn entwickelt und getestet.

### US-amerikanische Entwicklungen
Die Entwicklung von Antisatellitenraketen lag auf amerikanischer Seite zunächst bei der United States Air Force, die 1956 das Projekt Weapon System WS-199A ins Leben rief und verschiedene Firmen mit der Entwicklung derartiger Waffen beauftragte.
Ein erstes amerikanisches Projekt, welches die Glenn L. Martin Company entwickelt hatte, nannte sich Bold Orion, basierte auf der Sergeant-Rakete und wurde 1958/59 bei insgesamt zwölf Testschüssen von B-47-Bombern aus abgefeuert. Aufgrund der geringen Zielgenauigkeit, der anvisierte Satellit Explorer 6 wurde um mehr als 6 km verfehlt, wurden ausschließlich nukleare Sprengköpfe als Bewaffnung vorgesehen. Ein zweites Projekt nannte sich High Virgo und wurde von Lockheed entwickelt. Es basierte ebenfalls auf der Sergeant-Rakete und wurde von Bord von B-58 Hustler gestartet. Die Entwicklung dieser Rakete wurde jedoch zugunsten der AGM-48 Skybolt eingestellt. Keine der genannten Entwicklungen gelangte zur Serienfertigung.
Um 1960 hatten diverse Kernwaffentests in der oberen Atmosphäre die Existenz des so genannten elektromagnetischen Pulses und dessen Wirkung auf elektronische Geräte aufgezeigt. Dies legte auch nahe, zu versuchen, diesen Effekt für Antisatellitenwaffen auszunutzen. Entsprechend wurden im Rahmen des Programms 437 diverse Langstrecken- und Höhenforschungsraketen zu Testzwecken mit Atomsprengköpfen ausgerüstet. Dabei wurden 1962 bei der Atomtest-Reihe Operation Dominic, insbesondere bei den Einzeltests Starfish Prime, Checkmate und Bluegill Triple Prime, Waffen mit einem TNT-Äquivalent von bis zu 1,4 MT in Höhen zwischen 49 und 450 km Höhe getestet, wobei Starfish Prime neben Stromnetzen noch in 1500 km Entfernung vom Explosionsort auch Kommunikationssatelliten wie Telstar störte oder ihre Elektronik komplett zerstörte. In den Folgejahren wurden Raketen auf Basis der Nike-Zeus-Rakete auf Kwajalein erprobt.

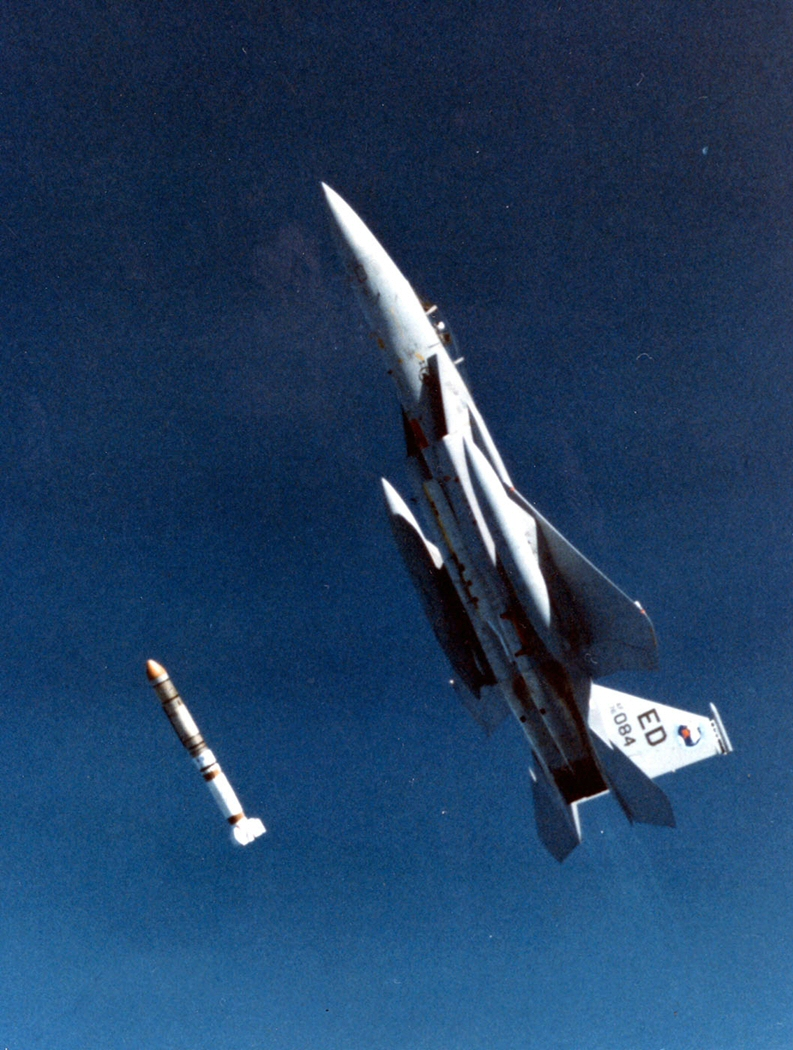
Abfeuern einer ASM-135 ASAT

Neben der Erprobung von Raketen mit nuklearen oder konventionellen Sprengköpfen wurden ab 1968 vom Lawrence Livermore National Laboratory zur Abwehr von Satelliten auch Konzepte ausgearbeitet, die verschiedene Arten von Energiewaffen einbezogen. Dabei wurden insbesondere Laserwaffen in Betracht gezogen, die an Bord so genannter Killersatelliten in die Umlaufbahn gebracht werden sollten. Diesbezügliche Forschungen an einem Röntgenlaser wurden aber 1977 eingestellt.
Nach einigen Jahren geringerer Anstrengungen wurde in den USA nach Bekanntwerden von sowjetischen Entwicklungen ab 1982 wieder verstärkt auf dem Bereich der Antisatellitenwaffen geforscht. Als direkte Reaktion wurde auf Grundlage der AGM-69 SRAM die Vought ASM-135 ASAT entwickelt. Diese Rakete konnte von einem F-15-Jagdflugzeug abgefeuert werden. Ein einziger, wenngleich erfolgreicher Test fand am 13. September 1985 statt und zerstörte das ausrangierte Röntgenweltraumteleskop P78-1. Das amerikanische ASAT-Projekt wurde 1988 eingestellt.
Im Rahmen der Strategic Defense Initiative verlagerte sich der Fokus von der Verteidigung gegen Satelliten hin zu jener gegen ballistische Raketen. Dementsprechend kam es auch zu einer technischen Überschneidung zwischen den Projekten.
Neueste Entwicklung ist die Standard Missile 3 (SM-3), die eigentlich als Abwehrwaffe gegen Interkontinentalraketen konzipiert ist, jedoch auch erfolgreich gegen Satelliten getestet wurde. So wurde z. B. am 21. Februar 2008 der außer Kontrolle geratene Spionagesatellit USA-193 in 247 km Höhe zerstört. Die SM-3 wird ausschließlich von Schiffen aus abgefeuert.

### Entwicklungen der Sowjetunion
Nach Angaben von Sergei Koroljow wurden die ersten Konzepte für Antisatellitenraketen zwischen 1956 und 1959 entwickelt, erhielten jedoch erst 1960 durch Nikita Chruschtschow offiziellen Zuspruch. Somit wurde ab 1961 unter der Leitung von Wladimir Tschelomei im Rahmen des Projektes Istrebitel Sputnikow (IS, dt.: „Sputnik/Satelliten-Jäger“) die Rakete UR-200 (NATO-Codename: SS-10 Scrag) auch mit Blick auf die Verwendung gegen Satelliten entwickelt. Anders als die amerikanischen Projekte, welche den Abschuss einer Rakete von der Erdoberfläche bzw. Flugzeugen vorsahen, sollten die Killersatelliten des IS-Projektes mit dem vorgegebenen Ziel auf eine gemeinsame Umlaufbahn gebracht werden und sich diesem dann soweit annähern, bis das Ziel in Reichweite des Splittergefechtskopfes war. Tests des Systems erfolgten 1962 und 1964 noch mit der R-7-Rakete.
Nachdem die UR-200 zugunsten der R-36 eingestellt worden war, wich das IS-Projekt somit auf die Trägerraketenvariante Zyklon aus. Mit dieser Rakete wurden insgesamt 23 Tests durchgeführt, bis das System im Februar 1973 für einsatzreif erklärt wurde. Als Reaktion auf eine erwartete militärische Variante des Space-Shuttle-Programms wurde das IS-System ab 1976 verstärkt ausgebaut und weiterentwickelt. Unter Juri Andropow wurde der weitere Ausbau aber 1983 gestoppt.
Als weitere Antisatellitenwaffen wurden neben Lasern zur Störung optischer Sensoren (siehe Terra-3) auch die mit einer NR-23-Kanone bewaffneten Almas-Raumstationen und ähnlich dem amerikanischen ASAT-Programm von der MiG-31 abzufeuernde Raketen erprobt.

### Chinesische Entwicklungen
Die Volksrepublik China führte am 11. Januar 2007 einen Raketentest durch, bei dem der ausgemusterte Wettersatellit Fengyun-1C durch eine modifizierte Mittelstreckenrakete des Typs Dongfeng 21 (NATO: CSS-5) getroffen wurde. Dabei wurde der Satellit durch die kinetische Energie einer Aufschlagswaffe zerstört. Das Waffensystem wurde als SC-19 bezeichnet, der Test rief international großes Aufsehen hervor.
Durch den Test entstand eine große Trümmerwolke, die die Internationale Raumstation (ISS) jährlich zu Ausweichmanövern zwingt.
Nach Beobachtungen verbrachte am 19. Januar 2022 der chinesische Satellit Shijian 21 den ausgefallenen chinesischen Satellit Beidou-2 G2 aus einem geostationären Orbit in einen Friedhofsorbit. Es wird vermutet, dass dieses Manöver nicht nur Weltraummüll beseitigen kann, sondern auch dazu benutzt werden kann, um unbequeme fremde Satelliten zu "entführen".

### Indische Entwicklungen
Indien testete am 27. März 2019 als viertes Land eine eigene Antisatellitenrakete. Es handelte sich um die PDV Mk II, eine etwa 18 Tonnen schwere, dreistufige Abfangrakete mit Feststoffboostern. Der zwei Monate zuvor gestartete Satellit Microsat-R wurde von der dritten Raketenstufe getroffen und zerstört. Beobachter werteten den Test einerseits als Bestandteil des laufenden Parlamentswahlkampfs, andererseits als Signal an Pakistan und China.

### Französische Entwicklungen
Frankreich kündigte im Juli 2019 an, eigene weltraumgestützte Laser-Antisatellitenwaffen zu entwickeln. Diese sollen zur Verteidigung eigener Satelliten gegen mögliche Angriffe dienen.

### Russische Entwicklungen
Russland verfügt mit der Abfangrakete A-235 PL-19 Nudol über eine ASAT-Waffe. Diese setzte sie im Jahr 2021 zu Test- und Demonstrationszwecken gegen einen sowjetischen Satelliten namens Kosmos 1408 ein.
In Russland ist Stand Juli 2022 eine auf Laser beruhende ASAT-Waffe namens Kalina im Nordkaukasus geplant, mit der fremde Spionagesatelliten dauerhaft geblendet werden sollen.
Das Verteidigungsministerium der Vereinigten Staaten erklärte, Russland habe am 16. Mai 2024 eine Antisatellitenwaffe in die erdnahe Umlaufbahn geschickt.
Das Laserwaffensystem Pereswet dient vermutlich zur Blendung von Satelliten.